# Eva Calvo
Eva Calvo Gómez (* 29. Juli 1991 in Madrid) ist eine spanische Taekwondoin.

## Karriere
Eva Calvo sicherte sich in der Gewichtsklasse bis 57 Kilogramm bei den Weltmeisterschaften 2013 in Puebla Bronze und 2015 in Tscheljabinsk Silber. 2014 wurde sie in Baku in derselben Gewichtsklasse Europameisterin. Ein Jahr darauf nahm sie in Baku an den Europaspielen teil, bei denen sie Bronze gewann. Bei den Olympischen Spielen 2016 in Rio de Janeiro erreichte Calvo nach drei Siegen den Finalkampf, in dem sie Jade Jones mit 7:16 unterlag und somit die Silbermedaille erhielt.
Ihre Schwester Marta ist ebenfalls Taekwondoin.